# Sadkowice (gemeente)
De gemeente Sadkowice is een landgemeente in het Poolse woiwodschap Łódź, in powiat Rawski.
De zetel van de gemeente is in Sadkowice.
Op 30 juni 2004 telde de gemeente 5773 inwoners.

## Oppervlakte gegevens
In 2002 bedroeg de totale oppervlakte van gemeente Sadkowice 121,08 km², waarvan:
- agrarisch gebied: 89%
- bossen: 6%

De gemeente beslaat 18,73% van de totale oppervlakte van de powiat.

## Demografie
Stand op 30 juni 2004:
| Omschrijving                   | Totaal | Totaal | Vrouwen | Vrouwen | Mannen | Mannen |
| ------------------------------ | ------ | ------ | ------- | ------- | ------ | ------ |
| eenheid                        | aantal | %      | aantal  | %       | aantal | %      |
| inwoners                       | 5773   | 100    | 2807    | 48,6    | 2966   | 51,4   |
| bevolkingsdichtheid (inw./km²) | 47,7   | 47,7   | 23,2    | 23,2    | 24,5   | 24,5   |

In 2002 bedroeg het gemiddelde inkomen per inwoner 1200,91 zł.
Zonder de status sołectwo : Nowe Lutobory, Szwejki Wielkie, Władysławów.

## Aangrenzende gemeenten
Biała Rawska, Błędów, Jakubów, Mogielnica, Nowe Miasto nad Pilicą, Regnów